# Administrativní dělení Čadu
Území Čadu je v současnosti (od roku 2008) rozděleno na 22 regionů.

## Seznam regionů
| #  | Mapa | Název             | Hlavní město | Guvernér                      | Departementy                                          | Rozloha (km2) | Populace (2009) |
| -- | ---- | ----------------- | ------------ | ----------------------------- | ----------------------------------------------------- | ------------- | --------------- |
| 1  |      | Barh El Gazel     | Moussoro     | Mahamat Zelba                 | Barh EL Gazel Nord Barh El Gazel Sud                  |               | 260 865         |
| 2  |      | Batha             | Ati          | Mahamat Zene Al-Hadj Yaya     | Batha Est Batha Ouest Fitri                           | 88 800        | 527 031         |
| 3  |      | Borkou            | Faya-Largeau | Ramadan Erdibou               | Borkou Barkou Yala                                    |               | 97 251          |
| 4  |      | Chari-Baguirmi    | Massenya     | Kalzeube Payimi Deubet        | Baguirmi Chari Loug Chari                             | 82 910        | 621 785         |
| 5  |      | Ennedi            | Fada         | Ahmat Darry Bazine            | Ennedi Wadi Hawar                                     |               | 173 666         |
| 6  |      | Guéra             | Mongo        | Koldimadji Mirari             | Guéra Barh Signaka Abtouyour Mangalmé                 | 58 950        | 553 793         |
| 7  |      | Hadjer-Lamis      | Massakory    | Haroun Saleh                  | Dababa Dagana Haraze Al Biar                          | 82 910        | 562 955         |
| 8  |      | Kanem             | Mao          | N'Gamaï Djari                 | Kanem Nord Kanem Wadi Bissam                          | 114 520       | 354 603         |
| 9  |      | Lac               | Bol          | N'Garboudjoum Jacob           | Mamdi Wayi                                            | 22 320        | 451 369         |
| 10 |      | Logone Occidental | Moundou      | Ali Djalbor Diar              | Dodjé Guéni Lac Wey Ngourkosso                        | 8 695         | 683 293         |
| 11 |      | Logone Oriental   | Doba         | Weïding Assi Assoue           | Nya, Nya Pendé Pendé Kouh-Est Kouh-Ouest Monts de Lam | 28 035        | 796 453         |
| 12 |      | Mandoul           | Koumra       | Ngaro Amadou Ahidjo           | Mandoul Occidental Mandoul Oriental Barh Sara         |               | 637 086         |
| 13 |      | Mayo-Kebbi Est    | Bongor       | Ngarboudjoum Jacob Medeur     | Kabbia Mayo-Lémié Mayo-Boneye Mont d'Illi             |               | 769 198         |
| 14 |      | Mayo-Kebbi Ouest  | Pala         | Ahmadaye Abdelkérim           | Mayo-Dallah Lac Léré                                  |               | 569 087         |
| 15 |      | Moyen-Chari       | Sarh         | Mornadji Mbaïssanabé Kar-Ouba | Barh Kôh Grande Sido Lac Iro                          |               | 538 284         |
| 16 |      | Ouaddaï           | Abéché       | Bichara Issa Djadallah        | Abdi Assoungha Ouara                                  | 76 240        | 731 679         |
| 17 |      | Salamat           | Am Timan     | Mahamat Maouloud Izzadine     | Aboudeïa Barh Azoum Haraze Mangueigne                 | 63 000        | 308 605         |
| 18 |      | Sila              | Goz Beïda    | Toké Dadi                     | Djourouf Al Ahmar Kimiti                              |               | 289 776         |
| 19 |      | Tandjilé          | Laï          | Sauguelni Boniface            | Tandjilé Est Tandjilé Ouest                           | 18 045        | 682 817         |
| 20 |      | Tibesti           | Bardaï       | Ouardougou Bolou              | Tibesti Est Tibesti Ouest                             |               | 21 970          |
| 21 |      | Wadi Fira         | Biltine      | Adoum Ngare Hassane           | Biltine Dar Tama Kobé                                 | 46 850        | 494 933         |
| 22 |      | Ville de Ndjamena | N'Djamena    | Hassana Abdoulaye             |                                                       |               | 993 492         |